# Tata Altroz
Tata Altroz — индийский хетчбэк производства Tata Motors.

## История

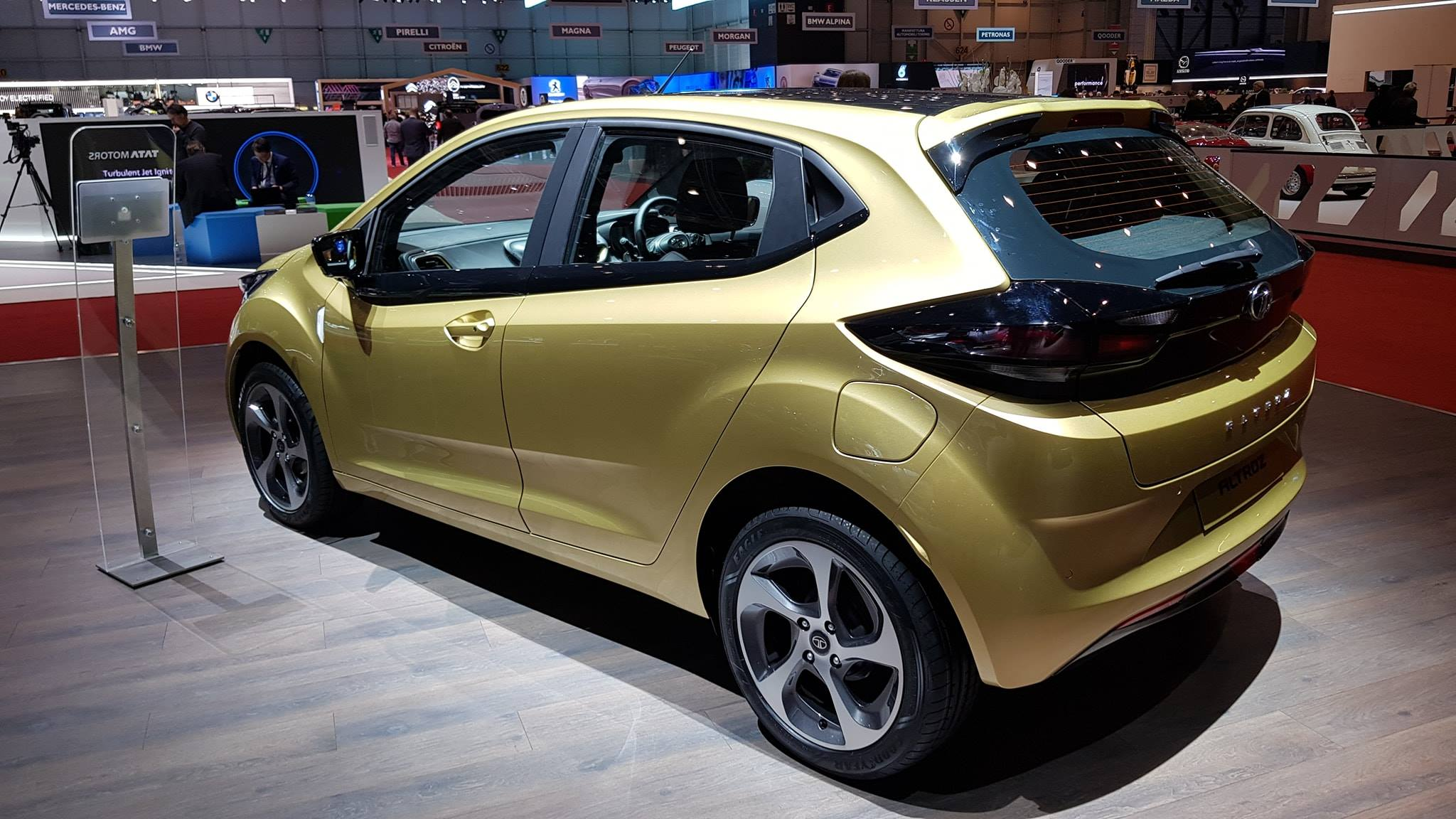
Tata Altroz (вид сзади)

Автомобиль Tata Altroz впервые был представлен на Женевском автосалоне в 2019 году. Название Altroz автомобиль получил в честь птицы альбатрос. Серийно автомобиль производится с 22 января 2020 года.
На автомобиль ставят двигатели внутреннего сгорания Revotron объёмом 1,2 литра и Revotorq объёмом 1,5 литра. Трансмиссия — механическая, 5-ступенчатая, с двойным сцеплением. В 2020 году автомобиль Tata Altroz прошёл краш-тест. С 2022 года планируется производство электромобиля Tata Altroz EV.